# Plac św. Herberta w Katowicach
Plac św. Herberta w Katowicach – plac w Katowicach, położony na terenie dzielnicy Osiedle Witosa, stanowiący centralny punkt osiedla.  
Został ustanowiony w 1997 roku, wyposażony jest m.in. w fontannę, plac zabaw, a przy nim znajduje się m.in. kościół Podwyższenia Krzyża Świętego i św. Herberta. Jest także jednym z obszarów zieleni urządzonej, na którym organizowane są różnego typu wydarzenia. 

## Charakterystyka

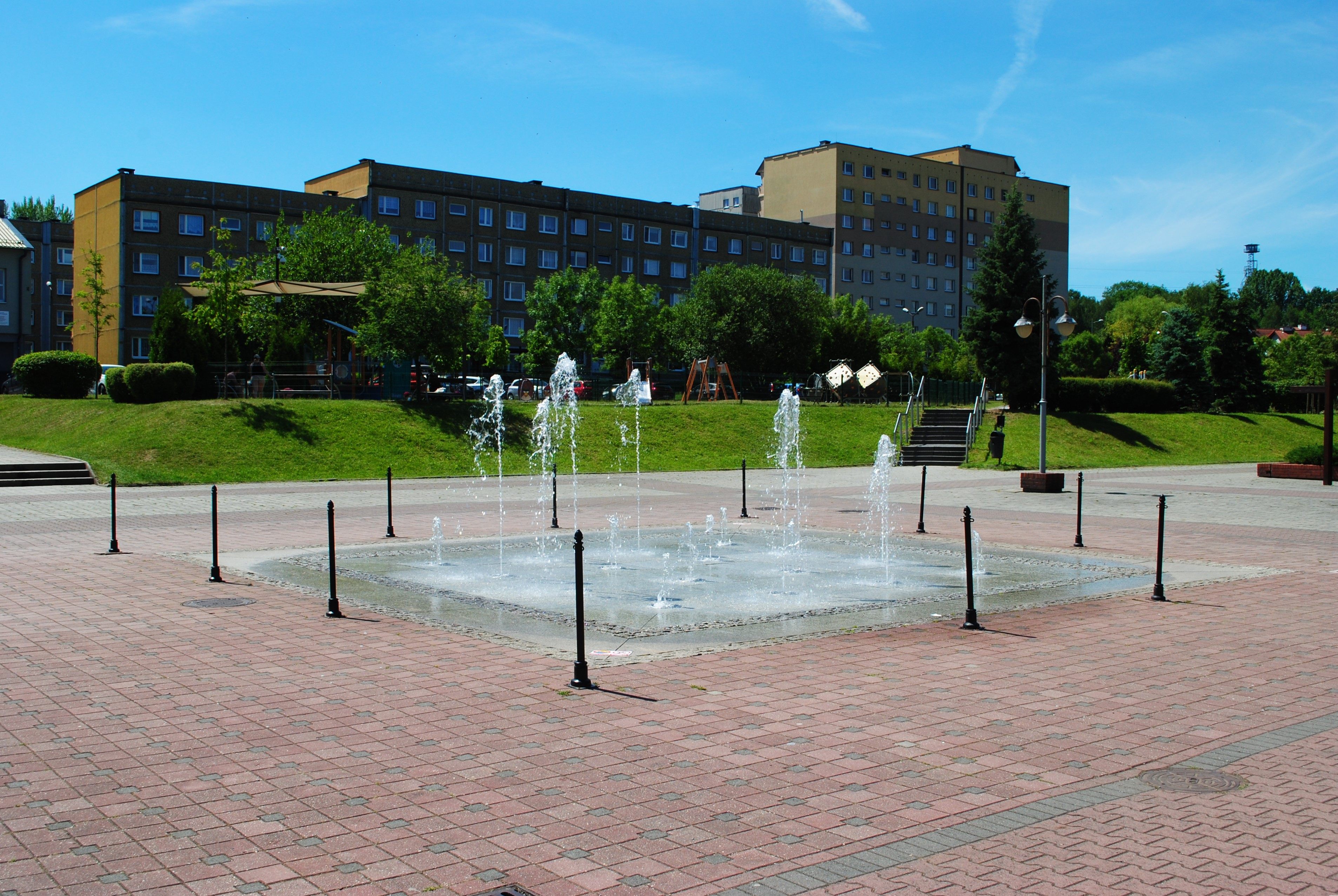
Fontanna w centralnej części placu św. Herberta (2024)

Plac św. Herberta położony jest w północno-zachodniej części Katowic, na terenie dzielnicy Osiedle Witosa i stanowi centralny punkt osiedla mieszkaniowego o tej samej nazwie. Na kształt zbliżony do prostokąta. Od strony północnej zamyka go ulica E. Kwiatkowskiego, od wschodu ulica W. Witosa, natomiast od południa i zachodu ulica N. Barlickiego. 
Jest obszarem zieleni urządzonej, pełniącym funkcje integrujące założenie urbanistyczne osiedla. Centralnym punktem placu jest fontanna, a obok niej położony jest duży głaz pochodzący ze Strzegomia, a przy nim raz bebok Witosiak. Plac w północnej części przecina droga dla rowerów o nawierzchni bitumicznej, biegnąca pomiędzy kościołem Podwyższenia Krzyża Świętego i św. Herberta a rondem J. Olejniczaka. Zachodni fragment placu jest częściowo zadrzewiony, a w południowej jego części znajduje się plac zabaw oraz siłownia zewnętrzna.
W rejonie placu św. Herberta kursują pojazdy miejskiego transportu zbiorowego na zlecenie Zarządu Transportu Metropolitalnego. Na wschodnim jego skraju, przy ulicy W. Witosa znajduje się przystanek Osiedle Witosa Plac Św. Herberta, na którym na początku stycznia 2024 roku zatrzymywały się autobusy 8 linii (w tym 1 nocna). Funkcjonuje na placu także stacja Metroroweru nr 27395.Plac św. Herberta jest miejscem organizacji osiedlowych festynów, koncertów czy imprez różnego typu, a patronem placu jest Herybert z Kolonii. W systemie TERYT plac widnieje pod numerem 50459

## Historia

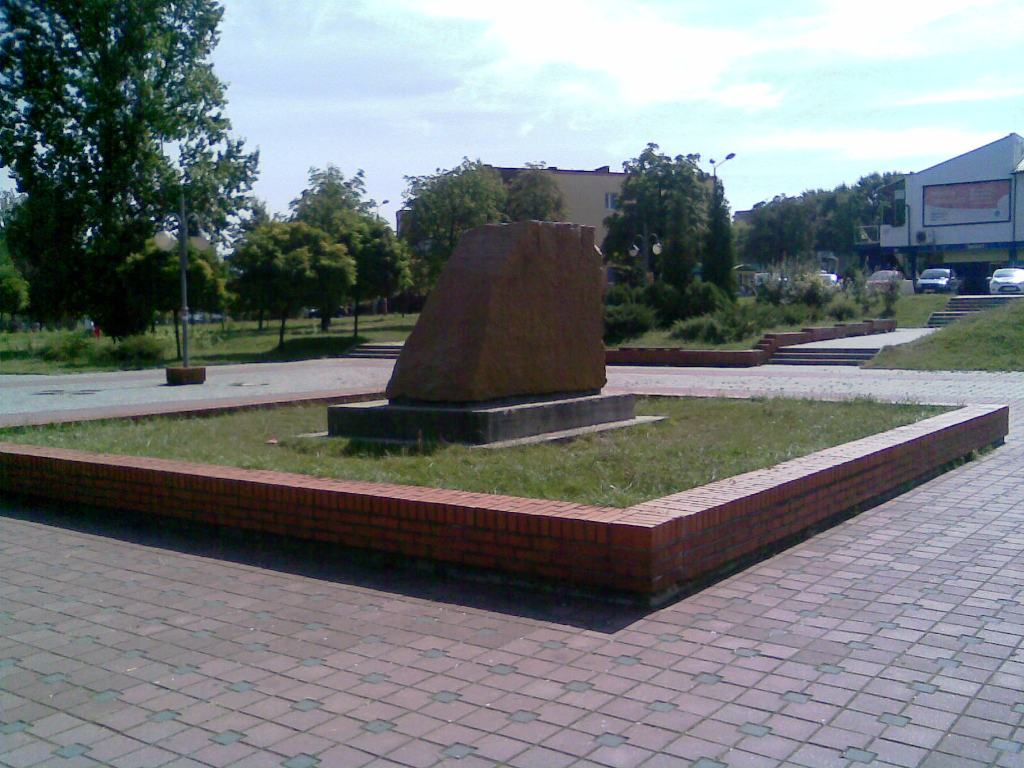
Plac św. Herberta w 2009 roku

Plac św. Herbarta powstał jako centralne miejsce osiedla im. Wincentego Witosa, na terenie Załęskiej Hałdy. Plan budowy osiedla projektu zespołu Zakładu Studiów, Projektowania i Realizacji „Inwestprojekt” CZSBM w Katowicach został zatwierdzony w lipcu 1975 roku, a rok później rozpoczęto wyburzanie kolonii domów fińskich i stawianie nowego osiedla mieszkaniowego. W 1981 roku oddano do użytku sąsiadujący z placem od północy budynek administracyjny osiedla – siedzibę późniejszej Spółdzielni Mieszkaniowej „Załęska Hałda” w Katowicach, natomiast w 1986 roku budynki mieszkalne po południowej stronie placu – przy ulicy N. Barlickiego 7-7c i 9-9a.
W 1981 roku uzyskano wstępną zgodę na budowę kościoła w rejonie późniejszej ulicy E. Kwiatkowskiego. Pierwszą mszę św. przy nowym ołtarzu odprawił 27 września 1981 toku proboszcz załęskiej parafii św. Józefa ks. Jerzy Nyga. 8 grudnia tego samego roku ukończono budowę kaplicy, która została wzniesiona na obszarze późniejszego placu św. Herberta. 14 września 1982 roku erygowano parafię Podwyższenia Krzyża Świętego i św. Herberta, natomiast 16 maja 1993 roku arcybiskup katowicki Damian Zimoń poświęcił kościół parafialny, który stanął po zachodniej stronie placu.
W 1986 roku oddano do użytku położony na południowy-wschód od późniejszego placu św. Huberta budynek Szkoły Podstawowej nr 33 im. Stanisława Ligonia w Katowicach przy ulicy W. Witosa 23, a w styczniu 1994 roku katowiccy radni gmach ten przekazali Prywatnej Szkole Podstawowej „Szkoła jak Dom”.
Nazwa Plac św. Herberta została ustanowiona na mocy uchwały Rady Miejskiej Katowic z 27 stycznia 1997 roku, a został zagospodarowany w latach 1997–1999. Na placu w ramach katowickiego budżetu obywatelskiego w 2015 roku powstała fontanna, która w 2019 i 222 roku uległa uszkodzeniu. W ramach odbywającego się na placu św. Herberta 7 i 8 czerwca 2024 roku Dni Osiedla Witosa osłonięto ustawioną na nim figurkę beboka o imieniu Witosiak.

## Gospodarka i instytucje
Według stanu z końca września 2024 roku, na placu św. Herberta w systemie REGON był zarejestrowany tylko jeden podmiot gospodarczy, natomiast na przyległych ulicach dział szereg placówek i instytucji, w tym m.in. parafia Podwyższenia Krzyża Świętego i św. Herberta (ul. N. Barlickiego 2), Spółdzielnia Mieszkaniowa „Załęska Hałda” w Katowicach (ul. E. Kwiatkowskiego 8) czy Zespół Szkół Prywatnych w Katowicach (ul. W. Witosa 18 i 23), a także różnych branż placówki i obiekty handlowo-usługowe.

## Galeria

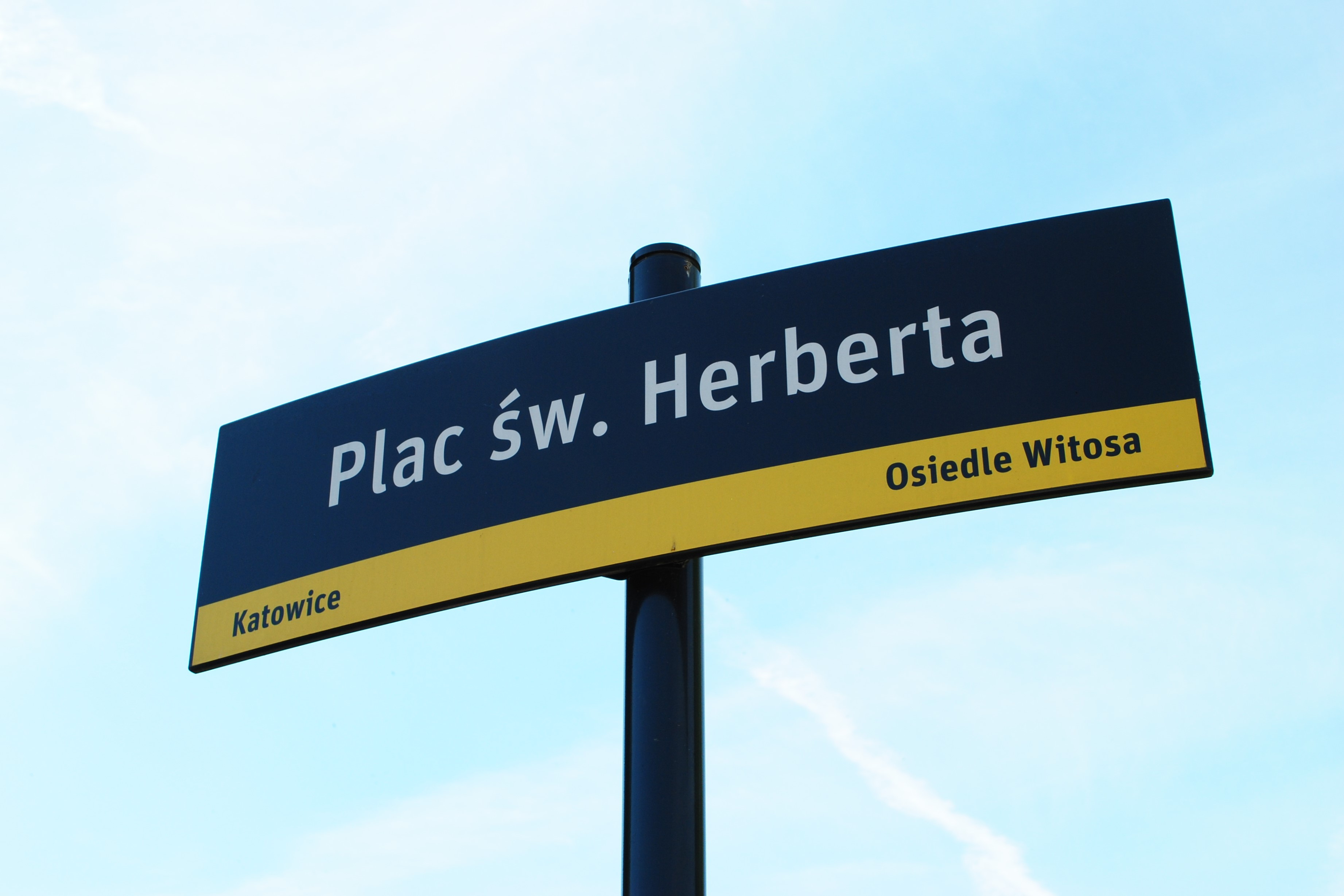
Tablica katowickiego System Informacji Miejskiej z nazwą placu św. Huberta (2024)
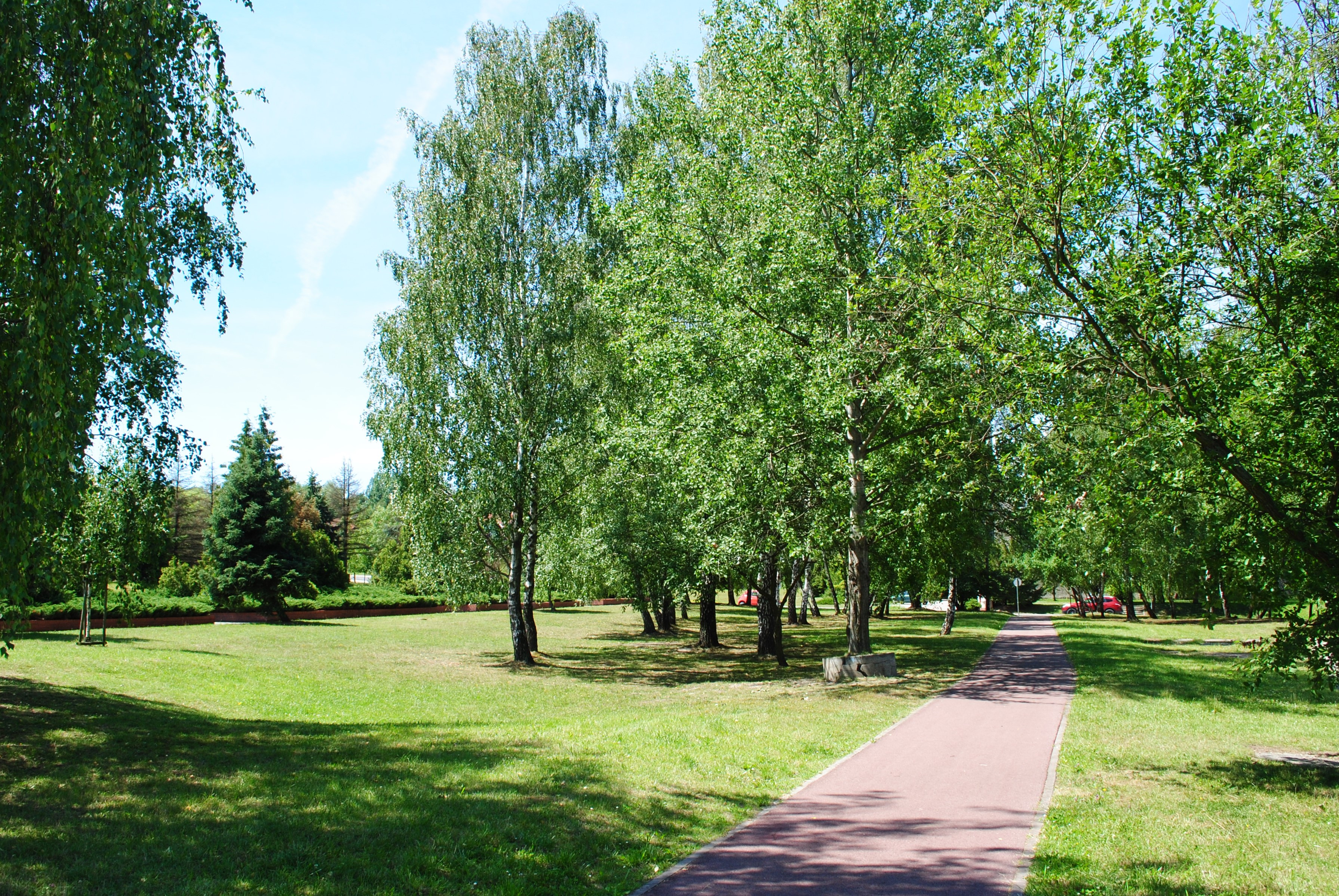
Północno-zachodni fragment placu (2024)
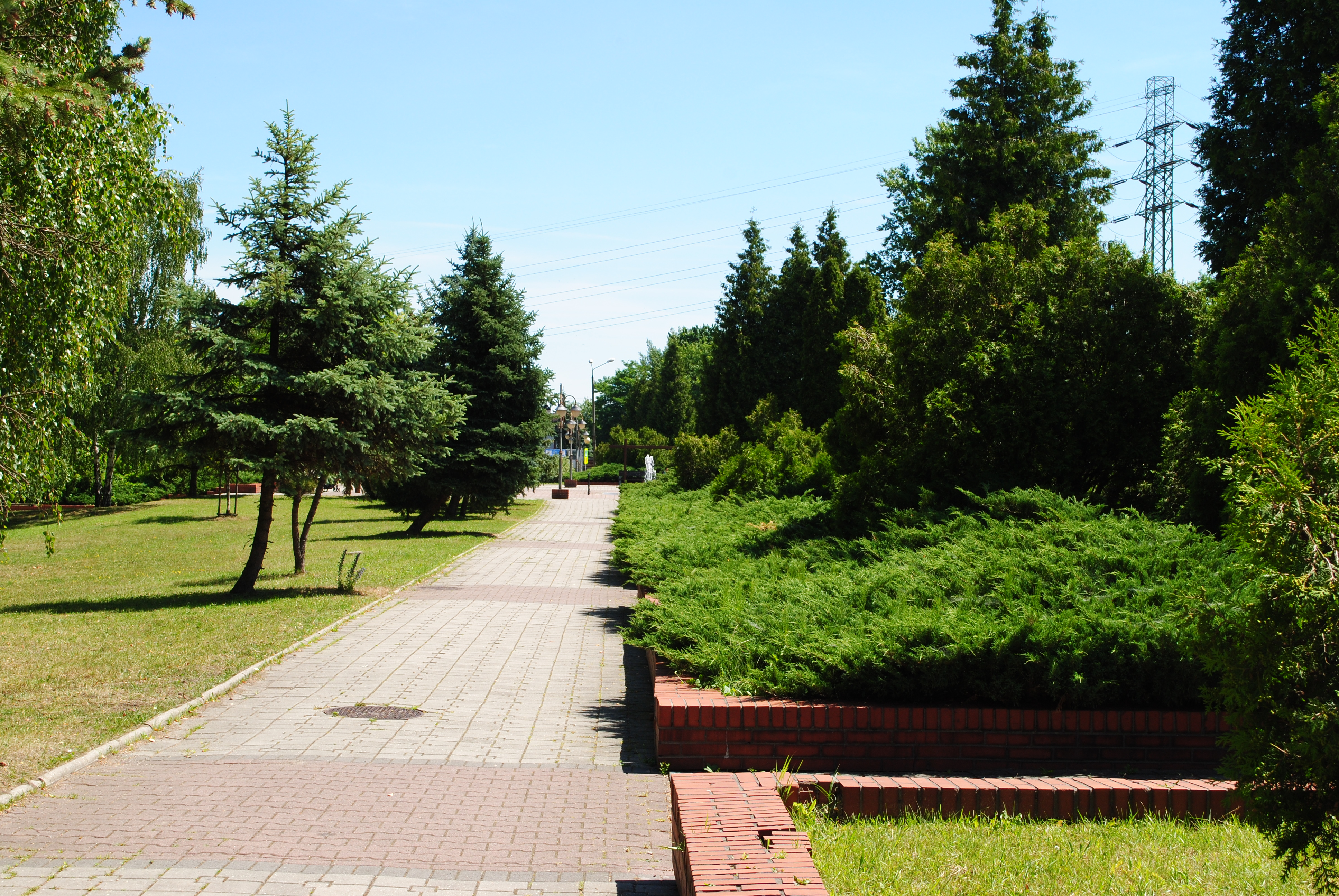
Fragment placu św. Huberta (2024)
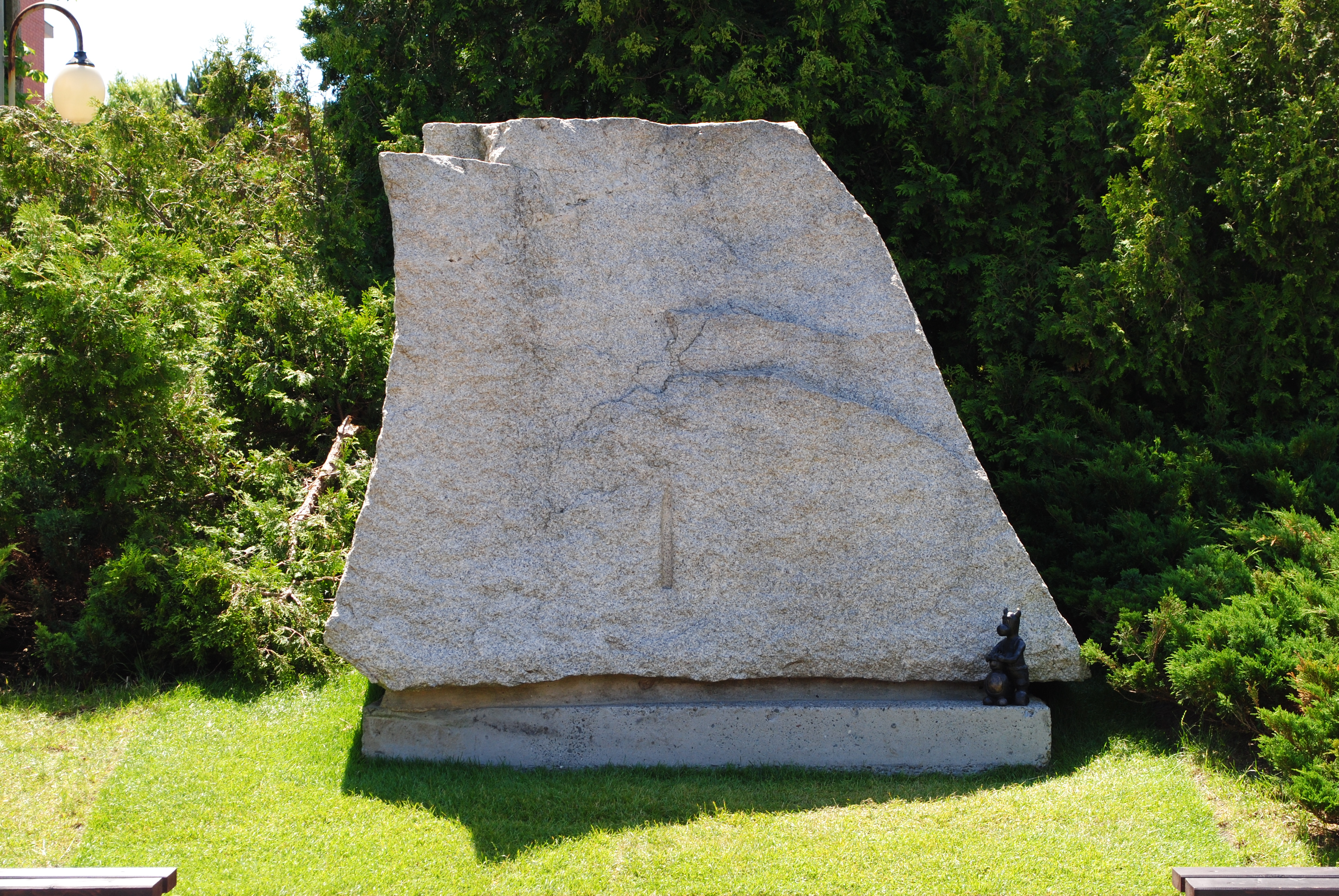
Głaz na południe od fontanny (2024)
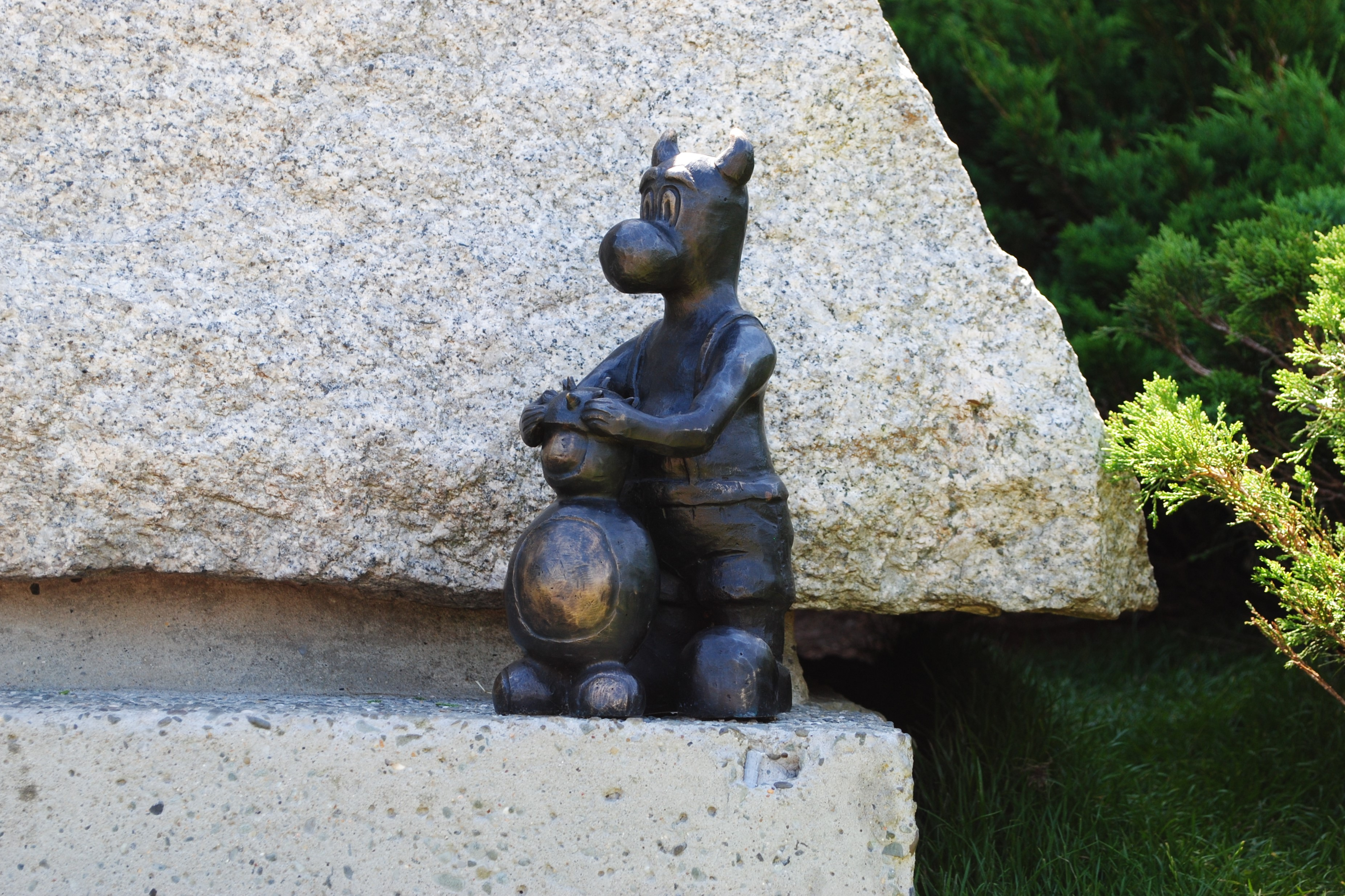
Bebok Witosiak w centralnej części placu (2024)
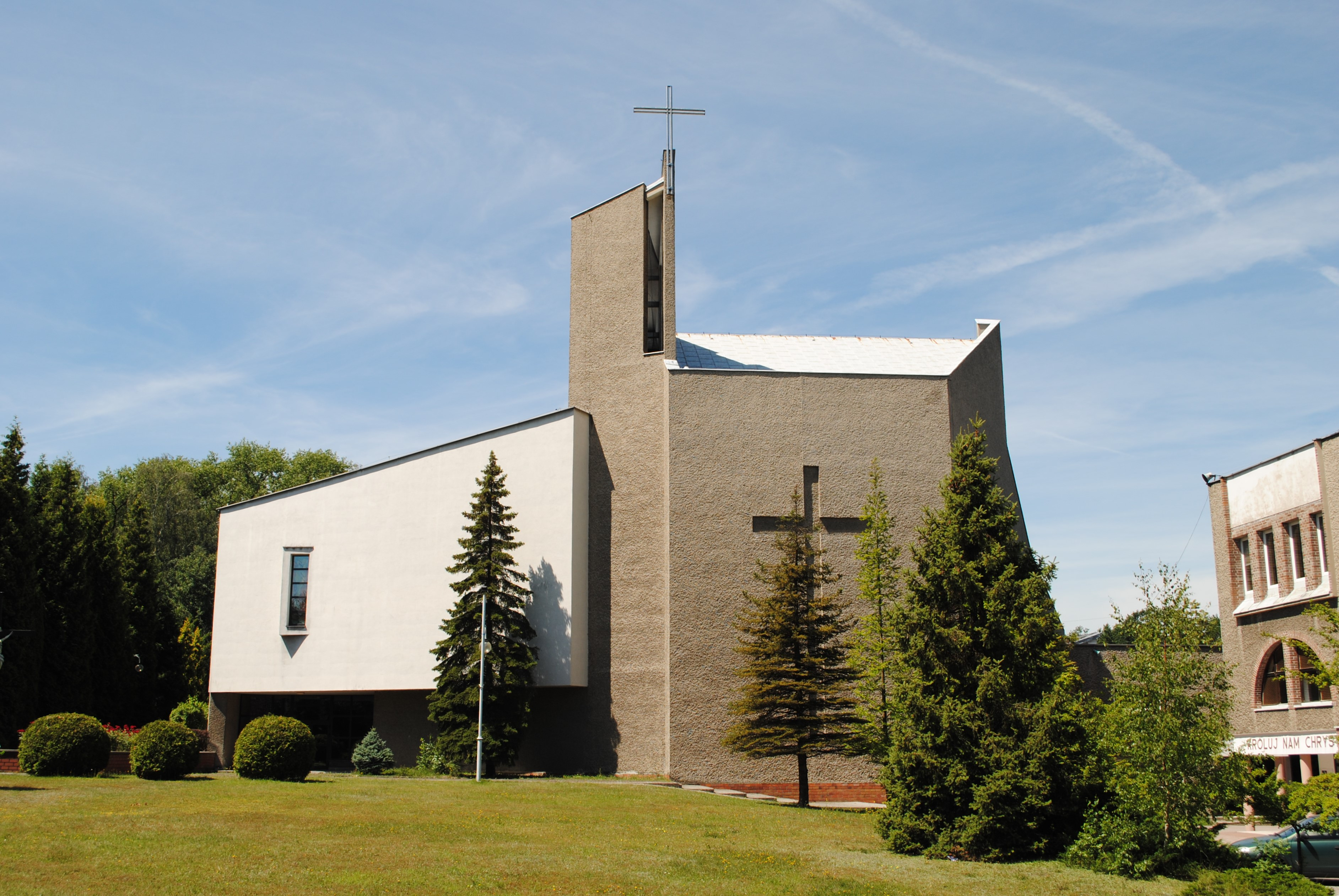
Kościół Podwyższenia Krzyża Świętego i św. Herberta wieńczący plac od zachodu (2024)